# Casellario dell'assistenza
Il Casellario dell'assistenza è l'anagrafe generale istituita presso l'INPS delle posizioni assistenziali, e delle relative prestazioni, condivisa tra tutte le amministrazioni centrali dello Stato, gli enti locali, le organizzazioni non profit e gli organismi gestori di forme di previdenza e assistenza obbligatorie che forniscono obbligatoriamente i dati e le informazioni contenute nei propri archivi e banche dati, per la realizzazione di una base conoscitiva per la migliore gestione della rete dell'assistenza sociale, dei servizi e delle risorse.

## Quadro normativo
Il Casellario dell'assistenza è stato istituito con l'articolo 13 del decreto legge 31 maggio 2010, n. 78, convertito, con modificazioni, dalla legge 30 luglio 2010, n. 122.
Successivamente sono intervenute in merito:
- Il decreto legge 6 dicembre 2011, n. 201, convertito, con modificazioni, dalla legge 22 dicembre 2011, n. 214 [1]
- Il decreto del Ministro del lavoro e delle politiche sociali 8 marzo 2013 Definizione delle modalità di rafforzamento del sistema dei controlli dell'ISEE [2]
- Il decreto del Presidente del Consiglio 5 dicembre 2013, n. 159 Regolamento concernente la revisione delle modalità di determinazione e i campi di applicazione dell'Indicatore della situazione economica equivalente (ISEE). [3]
- Il Decreto del Ministro del lavoro e delle politiche sociali 7 novembre 2014 Approvazione del modello tipo della Dichiarazione Sostitutiva Unica a fini ISEE, dell'attestazione, nonché delle relative istruzioni per la compilazione ai sensi dell'articolo 10, comma 3, del decreto del Presidente del Consiglio dei Ministri 5 dicembre 2013, n. 159.[4]
- Il Decreto del Ministro del lavoro e delle politiche sociali 16 dicembre 2014, n. 206 Regolamento recante modalità attuative del Casellario dell'assistenza, a norma dell'articolo 13 del decreto legge 31 maggio 2010, n. 78, convertito, con modificazioni, dalla legge 30 luglio 2010, n. 122.[5]
- Il Decreto Direttoriale INPS n. 8 del 10 aprile 2015 Modalità attuative dei flussi informativi e disciplinare tecnico, ai sensi dell'art. 2, comma 5 e dell'art. 5, comma 5, del D.M. 8 marzo 2013 - Banca Dati delle prestazioni sociali agevolate.

## Tipologia
Il Casellario è costituito da:
- Banca dati delle prestazioni sociali agevolate, cioè dalle "prestazioni   sociali   non destinate alla generalità dei soggetti,  ma  limitate  a  coloro  in possesso  di  particolari  requisiti  di  natura  economica,   ovvero prestazioni sociali non limitate dal possesso di tali  requisiti,  ma comunque collegate nella misura o nel costo a determinate  situazioni economiche, fermo restando il diritto ad usufruire delle  prestazioni e dei servizi assicurati a tutti dalla  Costituzione  e  dalle altre disposizioni vigenti" [6]
- Banca dati delle prestazioni sociali, cioè dalle "prestazioni di natura assistenziale, ovvero, ai sensi dell'articolo 128 del decreto legislativo 31 marzo 1998, n. 112, nonché dell'articolo 1, comma 2, della legge 8 novembre 2000, n. 328, tutte le attività relative alla predisposizione ed erogazione di servizi, gratuiti ed a pagamento, o di prestazioni economiche destinate a rimuovere e superare le situazioni di bisogno e di difficoltà che la persona umana incontra nel corso della sua vita, escluse soltanto quelle assicurate dal sistema previdenziale e da quello  sanitario,  nonché quelle assicurate in sede di amministrazione della giustizia [7]
- Banca dati delle valutazioni  multidimensionali,  nel caso in cui alle prestazioni sociali sia associata una presa in carico da parte del servizio  sociale professionale.

## Modalità di accesso
Per inserire i dati nella piattaforma WEB gestita dall'INPS, gli enti erogatori chiedono un'abilitazione, con un modulto firmato dal legale rappresentante dell'Ente, presso il proprio ufficio INPS (agenzia o Sede provinciale).
L'Ente erogatore deve individuare un proprio Amministratore per le misure di sicurezza dei dati trasmessi e di accesso alla banca dati,

## Attività
La prima sezione attivata del Casellario dell'Assistenza è quella della Banca dati delle prestazioni sociali, attivata nel 2015. 